# Стамбульська військово-морська верф
Стамбульська військово-морська верф (тур. İstanbul Donanma Tersanesi) — також відома як Військово-морська верф Пендік, військово-морське суднобудівне підприємство ВМС Туреччини на північно-східному узбережжі Мармурового моря в Тузлі, Стамбул, Туреччина. Найбільше суднобудівне підприємство в Туреччині.
Після Ізмітського землетрусу 1999 року, який також завдав серйозної шкоди об'єктам ВМС Туреччини, розташованим у Гелджуку, Коджаелі, командування ВМС вирішило перенести суднобудівну діяльність з військово-морської верфі Гелджюк на Стамбульську військово-морську верф, залишивши там лише обслуговування кораблів і ремонтні роботи.
На верфі є один із найбільших суднобудівних сухих доків у Туреччині, розміри якого становлять 300 м × 50 м × 8,5 м (довжина х ширина х глибина). Сухий док обслуговується одним портальним краном Kone вантажопідйомністю 450 тонн.
Крім того, на верфі є напівсухий доковий стапель розміром 200 м × 38 м (довжина × ширина), який обслуговується одним портальним краном вантажопідйомністю 300 тонн.

## Міжнародна співпраця
У липні 2018 року Пакистан уклав договір на поставку чотирьох важких корветів проєкту MILGEM. Сума угоди склала близько 1,5 млрд. доларів.

## Співпраця з Україною
У липні 2021 року Україна підписала угоду з Туреччиною про будівництво двох корветів типу «Ада», яке здійснюватиметься на Стамбульській військово-морській верфі. Українським підрядником виступив завод «Океан» в Миколаєві, який мав добудовувати свою частину. Проте через російське-вторгнення в Україну, корвет повністю добудовувався в Туреччині.
2 жовтня 2022 року спущено на воду перший корвет «Ада» для Військово-Морських Сил Збройних Сил України.

## Побудовані кораблі
- RV Bilim-2 — науково-дослідне судно

### ВМС Пакистану
- PNS Babur (F-280) — важкий корвет типу «Бабур»

### ВМС Туреччини
- TCG Burgazada — корвет типу «Ада»
- TCG Büyükada — корвет типу «Ада»
- TCG Heybeliada — корвет типу «Ада»
- TCG Istanbul (F-515) — фрегат типу «Стамбул»
- TCG Kınalıada — корвет типу «Ада»

### ВМС України
- Гетьман Іван Мазепа (F211) — корвет типу «Ада»